# Powiat Schmalkalden-Meiningen
Powiat Schmalkalden-Meiningen (niem. Landkreis Schmalkalden-Meiningen) – powiat w niemieckim kraju związkowym Turyngia. Siedzibą powiatu jest Meiningen.

## Podział administracyjny
W skład powiatu Schmalkalden-Meiningen wchodzi:
- osiem miast (Stadt)
- dziewięć gmin (Gemeinde)
- trzy wspólnoty administracyjne (Verwaltungsgemeinschaft)

Miasta:
| Lp. | Nazwa miasta         | Ludność (31 grudnia 2018) | Powierzchnia km² |
| --- | -------------------- | ------------------------- | ---------------- |
| 1   | Brotterode-Trusetal  | 6.021                     | 49,69            |
| 2   | Kaltennordheim       | 5.853                     | 94,41            |
| 3   | Meiningen            | 25.689                    | 138,82           |
| 4   | Oberhof              | 1.608                     | 23,47            |
| 5   | Schmalkalden         | 20.351                    | 105,38           |
| 6   | Steinbach-Hallenberg | 9.238                     | 76,72            |
| 7   | Wasungen             | 5.541                     | 89,09            |
| 8   | Zella-Mehlis         | 12.863                    | 52,99            |

Gminy:
| Lp. | Nazwa gminy      | Ludność (31 grudnia 2018) | Powierzchnia km² |
| --- | ---------------- | ------------------------- | ---------------- |
| 1   | Breitungen/Werra | 4.763                     | 44,89            |
| 2   | Fambach          | 2.074                     | 18,05            |
| 3   | Floh-Seligenthal | 5.900                     | 68,74            |
| 4   | Grabfeld         | 5.653                     | 121,08           |
| 5   | Rhönblick        | 2.671                     | 76,16            |
| 6   | Rippershausen    | 845                       | 11,49            |
| 7   | Rosa             | 688                       | 9,42             |
| 8   | Roßdorf          | 610                       | 17,28            |
| 9   | Untermaßfeld     | 1.310                     | 10,79            |

Wspólnoty administracyjne:
| Lp. | Nazwa wspólnoty administracyjnej | Ludność (31 grudnia 2018) | Powierzchnia km² | Liczba gmin |
| --- | -------------------------------- | ------------------------- | ---------------- | ----------- |
| 1   | Dolmar-Salzbrücke                | 8.882                     | 159,69           | 14          |
| 2   | Hohe Rhön                        | 8.166                     | 137,29           | 5           |
| 3   | Wasungen-Amt Sand                | 8.470                     | 142,26           | 4           |

## Współpraca
Miejscowość partnerska powiatu:
- Reinickendorf, Berlin

## Zmiany administracyjne
- 31 grudnia 2019
  - przyłączenie gminy Stepfershausen do miasta Meiningen
- 1 stycznia 2024
  - przyłączenie gminy Sülzfeld do miasta Meiningen